# Laura Torrijos-Bescós
Laura Torrijos-Bescós (Huesca, 24 de marzo de 2000) es una cineasta, actriz y fotógrafa española. Su obra se caracteriza por su enfoque en temas sociales, y ha sido galardonada con el Premio Jóvenes Creadores Aragoneses y el Premio Simón del cine aragonés. En 2023, su cortometraje de animación Y Eva también fue candidato a los Premios Goya.

## Trayectoria
Desde pequeña mostró interés por el cine y su experiencia personal con el acoso escolar transformó ese interés en un medio de expresión. Con 13 años hizo su primer cortometraje y pronto empezó a destacar en festivales y muestras, con obras como Había una vez, de 2018, que aborda la trata de mujeres, y el documental Otra forma de caminar, de 2020, que, en torno a la historia de Josan Rodríguez, aborda las dificultades de vivir con una discapacidad.
En 2022, estrenó el cortometraje de animación Y Eva también, basado en su experiencia personal con el acoso escolar, donde exploraba los efectos emocionales de esta problemática, y que se estrenó en noviembre de ese año en la Muestra de Realizadores Oscenses. También en 2022, se graduó en la Escuela Superior de Arte Dramático de Málaga, contando ya previamente con amplia experiencia en teatro, cine y televisión como actriz. Asimismo, ha dirigido talleres de interpretación ante la cámara.
En julio de 2023, fue nombrada vicepresidenta de la Academia del Cine Aragonés, tras la renovación de la junta en una asamblea extraordinaria celebrada en Zaragoza. Al año siguiente, fue guionista de la premiada Una estrella fugaz, que rescata desde la ficción la figura de la actriz Inocencia Alcubierre, estrella del cine mudo de Uncastillo.

## Reconocimientos
En 2017, recibió el I Premio Jóvenes Creadores Aragoneses CREAR17, otorgado por el Instituto Aragonés de la Juventud, gracias a su colección de autorretratos titulada Como Yo. Dos años más tarde, en 2019, fue reconocida con la Pajarita de Oro en la categoría de Cultura de los Premios Altoaragoneses del Año, que entrega anualmente el Diario del Alto Aragón, y fue seleccionada por la revista SModa, de El País, como una de las 50 personas más influyentes de la Generación Z. Asimismo, ese año su corto Había una vez fue galardonado en las categorías de drama, fotografía y mejor actriz en el VIII International Short Film Festival FeelMotion de Madrid, y con el primer premio en la categoría de drama en The Best-First Student Film Festival de Los Ángeles (EEUU).
En 2021, en los Premios Simón del Cine Aragonés obtuvo el premio a la mejor obra por su contribución social por Otra forma de caminar. En 2023, su cortometraje de animación Y Eva también recibió seis nominaciones en dicho certamen, en las categorías de mejor obra por su contribución social, mejor cortometraje, mejor dirección de producción, mejor dirección artística, mejor banda sonora original y mejores efectos especiales. Y Eva también fue, asimismo, preseleccionada para las nominaciones al Premio Goya al mejor cortometraje de animación que otorga la Academia de Cine. En 2024, resultó ganadora ex aequo, del IV Premio Santa Isabel de Portugal en la categoría de guion cinematográfico, concedido por la Diputación Provincial de Zaragoza, por su obra Una estrella fugaz.
En 2025, recibió el Premio Profesional a Mejor Actriz Joven del programa Cine y Salud, promovido por el Gobierno de Aragón.

### Premios
Premios Simón
| Año  | Categoría                 | Película              | Resultado |
| ---- | ------------------------- | --------------------- | --------- |
| 2020 | Contribución social       | Otra forma de caminar | Ganadora  |
| 2022 | Mejor cortometraje        | Y Eva también         | Nominada  |
| 2022 | Mejor dirección artística | Y Eva también         | Nominada  |
| 2024 | Mejor actriz              | Retales               | Nominada  |
| 2024 | Mejor actriz              | D.I.T.                | Nominada  |

## Filmografía
- 2018 – Había una vez.
- 2020 – Otra forma de caminar.
- 2022 – Y Eva también.

### Actriz
- 2020 – El último show. Serie de televisión, de Álex Rodrigo.
- 2024 – Retales. Cortometraje de Helena Navarro e Ignacio Jarilla.[22]